# Мешков, Юрий Александрович
Ю́рий Алекса́ндрович Мешко́в (25 октября 1945, Синельниково, Днепропетровская область — 29 сентября 2019, Красногорск, Московская область) — крымский государственный и политический деятель, один из наиболее известных пророссийских политиков Крыма. Первый и единственный президент Республики Крым, включая Севастополь (1994—1995). Кандидат юридических наук (2000).

## Биография

### Семья и происхождение
Родился 25 октября 1945 года. Отец — русский (из донских казаков), мать — украинка.
Был неоднократно женат, есть дочь Марианна.

### Образование и профессиональная деятельность
Детство провёл в Симферополе, там же окончил среднюю школу № 14. Работал слесарем на заводе «Фиолент», военную службу проходил в пограничных войсках.
В 1977 году окончил юридический факультет Московского государственного университета имени М. В. Ломоносова.
После окончания университета и до 1982 года работал следователем, затем старшим следователем Крымской областной прокуратуры. Занимался расследованием особо опасных преступлений.
С 1982 по 1985 год  участвовал в плавании на научно-поисковом судне «Скиф». С 1985 года — адвокат в юридической консультации Киевского района города Симферополя, затем юрист предприятия «Каракаплан».
Являлся сопредседателем Крымского отделения Всесоюзного историко-просветительского общества «Мемориал», президентом Крымской федерации кикбоксинга.
Кандидат юридических наук, преподавал в Московской государственной юридической академии.

### Начало политической карьеры
В 1990 году был избран народным депутатом Крымского областного Совета (в июне 1991 года после общекрымского референдума «О воссоздании Крымской АССР как субъекта Союза ССР и участника Союзного договора» этот орган был переименован в Верховный Совет Крымской АССР). Был одним из основателей и формально остаётся председателем Республиканского движения Крыма (РДК), а с 24 октября 1992 года до избрания президентом Республики Крым 30 января 1994 года — был председателем и Республиканской партии Крыма (Партии РДК). 23 октября 1993 года в качестве председателя РДК и председателя РПК(РДК) депутат ВСК Ю. А. Мешков вместе с инициаторами — депутатами Верховного Совета УССР последнего созыва В. П. Тереховым и С. П. Цековым — участвовал в подготовке заседания Расширенных Координационных Советов движения и партии РДК, которое в качестве учредительной конференции (далее именуемой как I Собор) создало Русскую общину Крыма.
В августе 1991 года выступил против большинства депутатов Верховного Совета Крыма, которые активно поддерживали ГКЧП. 23 октября Верховный Совет Крымской АССР принял в первом чтении Закон Крымской АССР о референдуме, но сам референдум о статусе полуострова решили не проводить. В ответ Юрий Мешков объявил публичную голодовку на площади перед зданием Верховного Совета в Симферополе. Окончилась голодовка 1 ноября, когда Мешков был госпитализирован.
В 1992 году возглавляемое им РДК организовало две инициативные группы в малом зале Дворца культуры профсоюзов (ДКП) в Симферополе и в Кинотеатре «Дружба» в пгт Гвардейское, которые собрали подписи за проведение референдума о выходе всего Крыма из состава Украины. Но возглавляемый тогда Н. В. Багровым Верховный Совет Республики Крым наложил мораторий на проведение всекрымского референдума. После этого В. Н. Клычников (председатель Исполкома РДК) и другие попытались ликвидировать РДК, но ликвидационная конференция в Концертном зале Музыкального училища провалилась ввиду сопротивления делегатов. 24 октября 1992 года в Симферополе в большом зале Дворца культуры профсоюзов состоялась 3-я Конференция РДК, которая удалила всех, кто настаивал на ликвидации РДК, внесла изменения в Устав РДК, избрала новое руководство, по-прежнему во главе с Ю. А. Мешковым, новый состав Координационного Совета (КС), учредила Республиканскую партию Крыма (Партию РДК). Удалённые из РДК учредили Народную партию Крыма (НПК) (ныне партия «Союз»), но для использования популярной аббревиатуры РДК учредили общественную организацию с названием Русскоязычное движение Крыма. В то же время один из членов КС РДК и РПК(РДК) С. И. Шувайников вскоре вышел из РДК и РПК(РДК), организовав Русскую партию Крыма (РПК).
23 октября 1993 года в малом зале Дома Профсоюзов в Симферополе прошло заседание РКС РДК и РПК(РДК), которое было преобразовано в учредительную конференцию (1-й Собор) Русской общины Крыма во главе В. П. Терехова (председатель) и С. П. Цекова (1-й заместитель председателя и исполнительный директор, а с 2003 года — председатель), но деятельность Русской общины Крыма начала активизироваться в 1995 году (уже без Ю. А. Мешкова).
На январь 1994 года были назначены первые президентские выборы в республике. Началась предвыборная кампания. Кандидат в президенты Крыма Мешков пережил покушение: возвращаясь вечером с заседания, получил удар металлическим прутом по затылку. После этого в предвыборном штабе РДК в Симферополе состоялся совместный съезд двух партий РПК (РДК) и НПК, был создан предвыборный блок «Россия». Председатель НПК получил должность помощника президента Крыма.
Будучи ярким оратором, Мешков быстро завоевал популярность у населения Крыма. 30 января 1994 года, возглавив избирательный блок «Россия», победил во втором туре выборов президента Республики Крым (включая Севастополь), получив 72,9 % голосов. Его главным конкурентом на выборах был председатель Верховного Совета Крыма Николай Багров.

#### Результаты выборов президента Республики Крым
| Место | Кандидат              | Выдвижение                                                                          | Первый тур (количество голосов избирателей) | Первый тур (процент от общего числа) | Второй тур (количество голосов избирателей) | Второй тур (процент от общего числа) |
| ----- | --------------------- | ----------------------------------------------------------------------------------- | ------------------------------------------- | ------------------------------------ | ------------------------------------------- | ------------------------------------ |
| 1     | Юрий Мешков           | Блок «Россия»: Республиканская партия Крыма (РПК/РДК) и Народная партия Крыма (НПК) | 557 226                                     | 38,50 %                              | 1 040 888                                   | 72,92 %                              |
| 2     | Николай Багров        | самовыдвижение                                                                      | 254 042                                     | 17,55 %                              | 333 243                                     | 23,35 %                              |
| 3     | Сергей Шувайников     | Русская партия Крыма (РПК)                                                          | 196 324                                     | 13,56 %                              |                                             |                                      |
| 4     | Леонид Грач           | Коммунистическая партия Крыма                                                       | 176 330                                     | 12,80 %                              |                                             |                                      |
| 5     | Иван Ермаков          | самовыдвижение                                                                      | 90 347                                      | 6,22 %                               |                                             |                                      |
| 6     | Владимир Веркошанский | самовыдвижение                                                                      | 14 205                                      | 0,98 %                               |                                             |                                      |

### Деятельность на посту президента Республики Крым
Политической предвыборной платформой Мешкова при этом стал курс на сближение с Россией, вплоть до полного присоединения. В частности, Юрий Мешков был намерен ввести в Крыму рублёвую зону, заключить с Россией военно-политический союз, предоставить жителям Крыма российское гражданство, ввести московское время, и т. п. Однако в силу жёсткого противодействия как со стороны украинских властей, так и со стороны внутрикрымской оппозиции, реализован был только переход на московское время (указ № 1).
Вскоре после избрания на пост президента, в интервью газете «Крымский курьер» Мешков заявил:

«Крымчане сделали свой выбор, проголосовав за единение с Россией, за восстановление экономических отношений, за восстановление военно-политического союза с Россией, за всё то, что было провозглашено РДК ещё в августе 1991 года. Это позволит прежде всего спастись всем гражданам Республики Крым от окончательного краха того, что раньше называлось экономикой. Естественно, этого достичь невозможно, если следовать курсу, предложенному киевским руководством на отрыв от России».

 Когда возникла сложная ситуация в Крыму, тамошний президент Мешков, его правительство (кстати, большинство в нём составляли «варяги») стали говорить чуть ли не об отделении полуострова от Украины, я позвонил по телефону Борису Николаевичу [Ельцину]. Он абсолютно адекватно понял ситуацию и соответствующим образом отреагировал. Оригинальный текст (укр.)Коли виникла складна ситуація у Криму, тамтешній президент Мєшков, його уряд (до речі, більшість у ньому складали «варяги») почали говорити мало не про відокремлення півострову від України, я зателефонував Борису Миколайовичу. Він абсолютно адекватно зрозумів ситуацію й відповідним чином відреагував. — Леонид Кучма, 

### Отстранение от власти
С лета 1994 крымские политики начали разделяться. Увеличились разногласия между президентом Мешковым и крымским парламентом. Мешков обратился к российскому президенту Ельцину и к националистическим депутатам Госдумы РФ за установлением более тесных связей. Из-за разногласий пророссийское сепаратистское движение в Крыму стало распадаться.
В сентябре 1994 новый президент Украины Леонид Кучма установил лояльного Анатолия Франчука руководителем правительства Крыма. 17 марта 1995 года в соответствии с Законом Украины «Об отмене Конституции и некоторых законов Автономной Республики Крым» украинский парламент отменил крымскую конституцию 1992 года и ряд местных законов, отстранил  Юрия Мешкова с должности президента, и упразднил саму должность президента. Указом Кучма помещал Крым в подчинение Администрации президента Украины. Мешков был вынужден покинуть Крым.

### Научная деятельность
Диссертация: «Конституционно-правовой статус Республики Крым», Московская государственная юридическая академия (МГЮА). Защищена 21 сентября 2000 года. 218 с., РГБ ОД, 61:00-12/536-1. Научный руководитель — д. ю. н., профессор О. Е. Кутафин.
В диссертации сформулировано определение понятия «двойных меньшинств, оказавшихся на инонациональной территории»; проведена их классификация в соответствии с характером их возникновения и наличием или отсутствием однонационального государства. Исследован правовой и фактический статус высших органов государственной власти Республики Крым; проанализированы содержание и формы их взаимодействия друг с другом и с органами государственной власти Украины. Сформулирована и обоснована новая концепция автономизации.

## Попытки возобновления политической карьеры
13 июля 2011 года Окружной административный суд Крыма поддержал постановление Службы безопасности Украины о выдворении гражданина Российской Федерации Мешкова с территории Украины с ограничением въезда на 5 лет. СБУ обосновывало своё требование о выдворении Мешкова тем, что он допустил высказывания, косвенно призывающие к изменению конституционного устройства Украины.

### Аннексия Крыма Россией
12 марта 2014 года после захвата Крыма российскими военными Мешков смог вернуться в Крым. У поставленных Россией крымских властей Мешков популярности не нашел и оказался вне политического внимания. Впоследствии начал критиковать российские крымские власти.

### Болезнь и смерть
В сентябре 2019 года Мешков был госпитализирован в Подмосковье после перенесённого в Турции инсульта.
Умер 29 сентября 2019 года в реанимации. Как заявила его дочь Марианна Мешкова, непосредственной причиной смерти стала двусторонняя пневмония, развившаяся на фоне инсульта.
Похоронен 2 октября 2019 года в Симферополе на кладбище Абдал. На похоронах присутствовали его близкие, друзья, соратники и даже бывшие политические оппоненты.

## Награды
- Медаль «За освобождение Крыма и Севастополя» (16 марта 2014 года) — за личный вклад в дело по возвращению Крыма в Россию[14][источник не указан 552 дня]